# Caracas Mi Convive
Caracas Mi Convive es una organización no gubernamental venezolana fundada en 2013 por Roberto Patiño y Leandro Buzón enfocada en la prevención y reducción de la violencia en el municipio Libertador de Caracas. Entre los proyectos de la organización se encuentran la atención de víctimas de homicidios, la creación de comedores comunitarios y Monitor de Víctimas, una iniciativa conjunta con el portal de noticias Runrun.es cuyo propósito es el registro de muertes violentas en Caracas.

## Historia

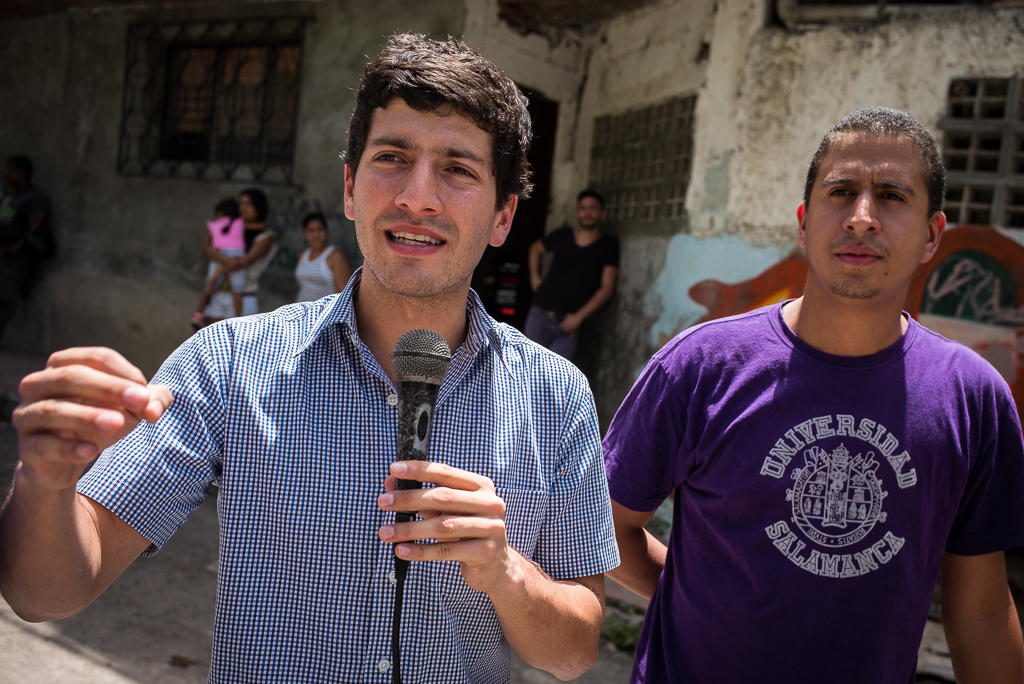
Roberto Patiño y Leandro Buzón, fundadores de Caracas Mi Convive.

Caracas Mi Convive fue fundada en 2013 por Roberto Patiño y Leandro Buzón y está enfocada en la prevención y reducción de la violencia en el municipio Libertador de Caracas. Para enfrentar la inseguridad, la organización realiza actividades y proyectos con tres propósitos principales: la atención a personas que han sido víctimas directas o indirectas de la violencia, la intervención de espacios donde se concentra la violencia y la generación de conocimiento y políticas públicas basadas en evidencia.
Como respuesta a la ausencia de información oficial sobre homicidios en el país, la organización empezó el proyecto Monitor de Víctimas en 2017 en alianza con el portal de noticias Runrun.es, una iniciativa conjunta dedicada a registrar diariamente las muertes violentas que ingresan a la Morgue de Bello Monte en Caracas y anualmente publica un informe con cifras aportadas por líderes, periodistas, funcionarios, miembros de comunidades y víctimas de la violencia. El proyecto busca estudiar la violencia a como fenómeno social con la intención de identificar políticas públicas aplicables al contexto de Caracas y visibilizar a sus víctimas. Entre los proyectos de la organización también se encuentra la Red de Atención a la Víctima, la cual busca brindar atención psicosocial a personas que han sido víctimas de la violencia, articular redes de apoyo y tanto comprender como visibilizar las vivencias de las personas en las comunidades donde residen.
Junto a Caracas Mi Convive, la productora Fénix Media realizó el documental "Cincuenta" sobre el asesinato de Miguel Castillo, la víctima 50 de las protestas en Venezuela de 2017, en junio de 2017, casi dos meses después de la muerte Miguel. Caracas Mi Convive se encargó de reunir a los entrevistados mientras que Fenix Media estructuró la historia y llevó a cabo la filmación. El documental fue reconocido con los Webby Awards, otorgados por la Academia Internacional de las Artes y Ciencias Digitales.
En 2018, Caracas Mi Convive publicó un libro documentando los testimonios de siete familiares de víctimas de las Operaciones de Liberación del Pueblo: Cuando Suben los de Negro. Para el mismo año, la organización había creado 74 comedores a nivel nacional. El 18 de mayo de 2020 la página web de Caracas Mi Convive y la de su coordinador, Roberto Patiño, fueron objeto de un bloqueo DNS por los principales proveedores de Internet en Venezuela, incluyendo CANTV, Movistar, Digitel, Inter y SuperCable. El bloqueo fue denunciado por el observatorio de internet Venezuela sin Filtro y la ONG Espacio Público.
Actualmente la organización forma parte del equipo técnico en el área de políticas públicas de seguridad ciudadana del Plan País, promovida por la Asamblea Nacional de Venezuela.